# Steven Seagal
Steven Frederic Seagal (IPA [sɨˈɡɑːl]) (Lansing, Michigan, 1952. április 10. –) amerikai akciófilmszínész, producer, forgatókönyvíró, egykori harcművész, blueszenész, énekes-dalszerző. Színészként az 1980-as évek végén és az 1990-es évek elején akciófilmes szerepeivel vált híressé.

## Pályafutása
Seagal – aki 7 danos aikidómester – fiatal felnőttként aikidóoktatóként dolgozott Japánban; ő volt az első külföldi, aki Oszakában saját edzőtermet üzemeltetett. Később Los Angelesbe költözött és 1988-ban Nico című filmjével debütált a tengerentúlon. A ’90-es években a színész jellegzetes akciósztárrá vált, olyan filmekkel, mint az Úszó erőd (1992) vagy a Száguldó erőd (1995), amelyekben terrorista-elhárító szakembert alakít (Casey Ryback). Filmjeivel világszerte összesen több mint 850 millió dollár bevételt ért el.
Filmes pályafutása mellett Seagal gitárosként is tevékenykedik, de hivatásos munkáján túl aktív környezetvédő és állatjogi aktivista, valamint a dalai láma támogatója és Tibet függetlenségének szószólója.
Későbbi éveiben többször találkozott Vlagyimir Putyin orosz és Aljakszandr Lukasenka fehérorosz elnökkel is, emiatt több bírálatot is kapott. Rendszeresen feltűnt Putyin politikájának aktív támogatójaként, támogatta a Krím orosz megszállását, ennek köszönhetően 2017-ben négy évre kitiltották Ukrajnából. 2016 során szerb majd orosz állampolgárságot szerzett.

## Fiatalkora
A Michigan állambeli Lansingben született, családjával ötéves koráig élt ebben a városban. Édesanyja, az ír–mongol származású Patricia műtősnő, orosz–zsidó származású édesapja középiskolai matematikatanár volt. A család a kaliforniai Fullertonba költözött, ahol Seagal hétéves korában kezdett érdeklődni a harcművészetek iránt; először karatét, majd aikidót tanult. Aikidóból 7 danos, karatéból és kendóból fekete övet szerzett és a karatés bemutatócsapat tagja lett.
A diploma megszerzése után akkori barátnőjével, Miyako Fujitanival (akit később feleségül is vett és két gyermekük született), Japánba költözött. A fiatal pár a lány szüleinél élt, akik aikidót oktattak. Egyes vélemények szerint Seagal csupán azért költözött Japánba, hogy elkerülje besorozását az akkor dúló vietnámi háborúba és házasságának valódi célja is a lehetséges hadba hívás megakadályozása volt. Ezt ő mindig is tagadta.

## Hollywoodi pályafutás

### 1990-es évek: Az akciófilmek kora
1988-ban Seagal Andrew Davis rendezővel elkészítette első filmjét, Nico címmel. A Nico kedvező fogadtatása után Seagal három további filmben szerepelt – Ölve vagy halva (1990), Halálra jelölve (1990) és Törvényre törve (1991) – ezek jegyeladási szempontból sikert arattak és a színészből akciófilmes hőst teremtettek. Az Andrew Davis által rendezett, 1992-es Úszó erőd című film még szélesebb körben ismertté tette, az USA-ban és külföldön egyaránt, összesen 156,4 millió dollár bevétellel.
Az Úszó erőd pozitív fogadtatását követően Seagal rendezőként is debütált, az 1994-es Lángoló jég című, környezetvédelmi és spirituális témákat taglaló filmben Michael Caine mellett szerepelt (egy kisebb szerepben Billy Bob Thornton is feltűnt). A film nézettségi, kritikai és pénzügyi kudarcot is vallott (az elkészítése 50 millió dollárba került, de az USA-ban csak 39 millió dolláros bevételt hozott). A film fordulópontot jelent Seagal filmes pályafutásában, mert a korábbi filmjeire jellemző belvárosi rendőr-szerep után először alakított ezoterikusabb karaktert.
A Lángoló jég kudarca után Seagal 1995-ben folytatást készített egyik legsikeresebb filmjéhez, az Úszó erődhöz, Száguldó erőd címmel és a Tisztítótűz című 1996-os akciófilmben is főszerepet vállalt. Még ugyanebben az évben, karrierje során először tűnt fel mellékszerepben, Kurt Russell oldalán a Tűzparancsban. 1997-ben a Lángoló jég után újabb környezetvédelemmel foglalkozó filmet készített, Tűz a mélyben címmel, de ez is megbukott bevételi szempontból. A Warner Bros. ezért már nem újított szerződést a színésszel. A Sebhelyek című bűnügyi film még megérte a mozis bemutatást 2001-ben, ezek után viszont Seagal filmjei eltűntek a mozikból.

### Videófilmes évek
1998-ban Seagal ismét készített egy környezetvédelmi thrillert, A hazafit, az első „direct-to-video”, azaz közvetlenül videón megjelentetett filmje volt az Amerikai Egyesült Államokban (noha a világ többi országában moziban is bemutatták). A színész a filmet saját tőkéből gyártotta, és montanai birtoka közelében forgatta le.
Miután pár évig a Prince of Central Park című családi filmen dolgozott mint producer, Seagal 2001-ben tért vissza a mozivászonra Sebhelyek című akciófilmjével. Ez ugyan kevesebb harcművész jelenetet tartalmazott, mint korábbi filmjei, de pénzügyileg sikeres volt és majdnem 80 millió dolláros bevételt ért el. Seagal azonban nem tudta kihasználni sikerét, és két következő filmjével pénzügyi és kritikusi téren is kudarcot vallott; a Másodpercekre a haláltól csak DVD-n jelent meg, míg a Félholt, amelyben a rapsztár Ja Rule oldalán szerepelt, kevesebb mint 20 millió dollárt hozott világszerte.
2008 májusáig az összes 2003 után készült Seagal-film közvetlenül videón jelent meg az USA-ban, a világ többi országában is csak pár helyen mutatták be őket moziban. Habár ezek közül sokban Seagalt tüntetik fel producerként (és néha forgatókönyvíróként is), nem tudni, valójában mennyire vett részt elkészítésükben: a hangját ugyanis sokszor más színész kölcsönözte és szinte az összes jelenetben dublőrt alkalmaztak helyette – például az Idegen 2. – Sötét hajnal, A fenevad gyomrában, A megmentő és a Terror a tenger alatt című filmekben. Ebben szerepet játszhatott, hogy a színész láthatóan jelentős túlsúlyt szedett fel a korábbi éveihez képest.
A 2000-es évek végén kiadott videófilmjei közé tartozik a Piszkos lappal (2008), a Könyörtelen csapás (2008), a Szemben a sötétséggel (2009), amely – szakítva korábbi akciófilmes szerepeivel – horrorfilm, illetve a Gyilkosságba hajszolva (2009). Seagal, 2009-ben reality-sorozattal hívta fel magára a figyelmet, amelyben a színészt mint a lousianai rendőrség seriffhelyettesét láthatjuk a képernyőn. A Lawman sikert hozott Seagalnek. A sorozatot követően két filmet készített: A testőr (2009) és a Veszélyes ember című filmjei a kritikusok szerint magasabb színvonalú alkotások lettek, mint Seagal többi 2000 utáni filmje.[forrás?]

### Visszatérés a mozivászonra
2010-ben, egy évtized után Seagal ismét olyan filmben szerepelt, amelyet mozikban is bemutatnak, Robert Rodríguez Machete című filmjében negatív főszerepet alakított. Ez a visszatérő mozis szereplés viszont csak egyszerinek bizonyult.
2019-ben készítette eddigi legutolsó filmjét Törvények felett címmel. Filmes tervei vannak Oroszországban, ám ezek megvalósítása anyagi nehézségekbe ütközik, 2023-as hírek szerint az orosz–ukrán háború miatt.

## Zenei pálya
Seagal régóta gitározik, elsősorban a blues műfajában ad elő, több lemeze is megjelent. Budapesten is tartott koncertet 2014 nyarán.

## Politikai szereplések

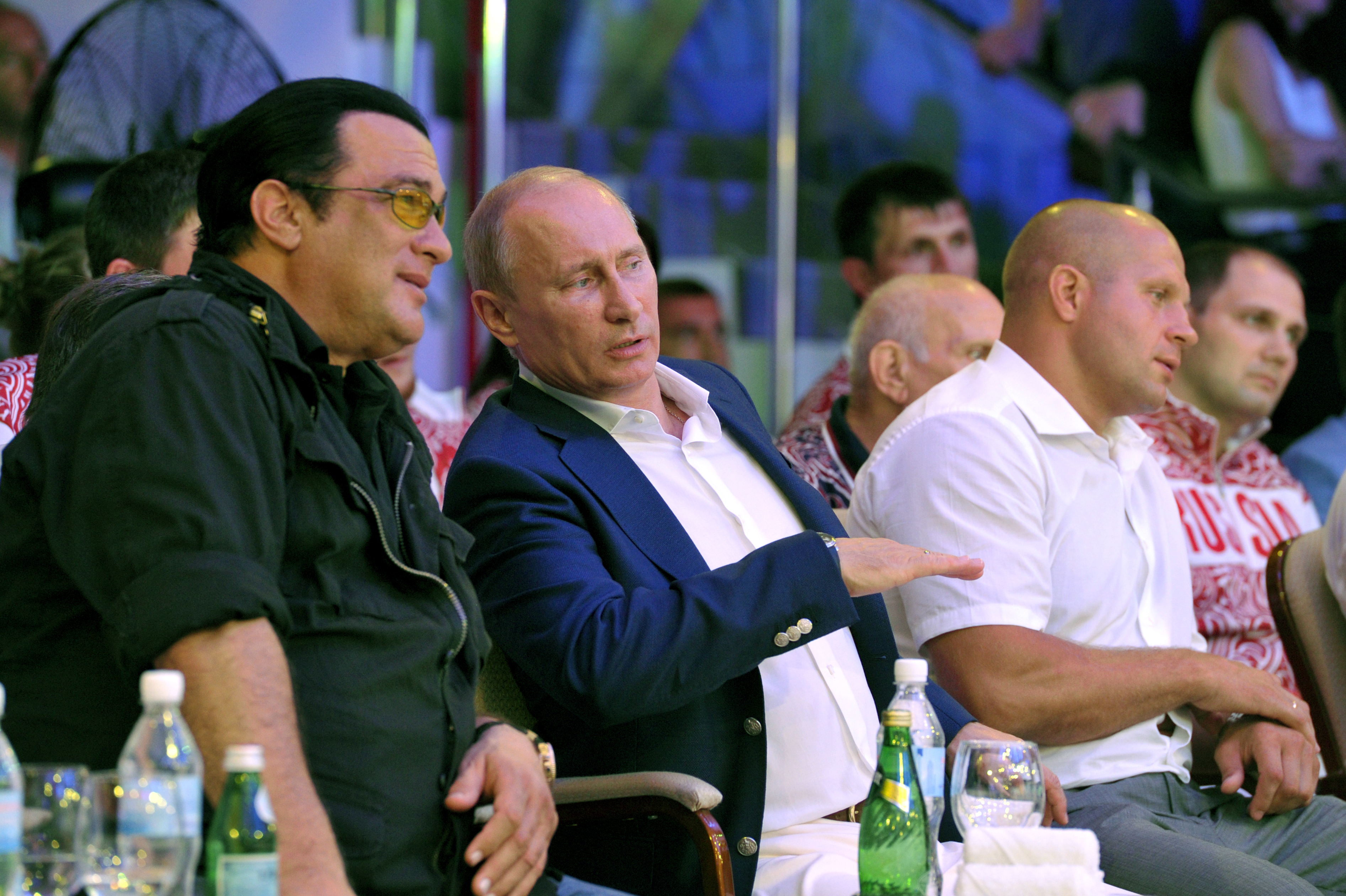
Seagal és Vlagyimir Putyin 2012-ben

A 2010-es években többször találkozott Kelet-Európai autokrata vezetőkkel, mint Vlagyimir Putyin orosz elnökkel, később pedig Aljakszandr Lukasenka fehérorosz elnökkel. Ennek több oka volt: Seagal a kétezres évek elején a filmjei romló színvonala miatt másutt keresett boldogulást, emiatt nyitotta meg Moszkvában a Planet Hollywood ottani éttermét, ami viszont később sztriptízbár lett, majd csődbe ment, viszont ettől kezdve kezdett el Oroszországba és Kazahsztánba járni. 2003-ban ő lett a Moszkvai Filmfesztivál sztárvendége, ahol úgy megszerették, hogy rengeteg ajánlatot kapott: reklámokban, filmekben szerepelt és üzletelésekbe kezdett, Putyinnal is ekkortájt ismerkedett meg. Putyinnak is jól jött az ismeretség, aki teátrális imázsfilmekben tetszelgett egyfajta „szuperhősként”, ezért jól illett az amúgy is erős és kirívó személyiségeket maga köré gyűjtő, szintén küzdősportokban jártas elnök mellé Seagal személye, aki nem is fukarkodott a Putyint dicsérő megnyilatkozásokkal, és gyakorta látogatott Oroszországba is. Ezen látogatások és azok jellege azonban hol bírálatok, hol gúny tárgyává tették a színészt. Miközben Putyint többször barátjának nevezte, azt is állította, hogy orosz gyökerei vannak. Máskor olyan hírek jelentek meg vele kapcsolatban, miszerint a G8-ak 2013-as ülésén állítólag Putyin javasolta Barack Obama amerikai elnöknek, hogy a színészt tegyék meg Oroszország és Washington közötti közvetítőnek Oroszország kaliforniai és arizonai tiszteletbeli konzuljaként, amit Obama egy pillanatig sem vett komolyan. Putyin állami edzésprogramja népszerűsítésére is felkérte a színészt, ahogy más orosz vonatkozású dolgok reklámozására is, miközben szóba került egy ottani produkciós cég alapítása is.
2014-ben a Krím orosz megszállásakor kiállt az orosz agresszió mellett, az Ukrajnától elfoglalt félszigeten koncertet is adott. 2016 januárjában szerb állampolgárságra is szert tett, egyúttal a szerb rendőrség kiképzésére is ajánlatot tett. Aljakszandr Lukasenka fehérorosz elnökkel 2016 augusztusában találkozott, ahol az elnök vidéki gazdaságában tett látogatásán még az elnök zöldségeit és gyümölcseit is megkóstolta. 2016 novemberében Putyintól megkapta az orosz állampolgárságot is. Tevékenysége miatt 2017-ben öt évre kitiltották Ukrajnából. Még azt is meglépte, hogy „szakértőként” jelentkezzen be Moszkvából egy brit hírműsorba, ahol Putyin mellett Donald Trumpot is védelmébe vette. 2018-ban Oroszország különleges követté nevezte ki, amely egy olyan fizetés nélküli pozíció, mint a jószolgálati nagykövet, célja pedig Oroszország és az USA viszonyának javítása.
Nicolás Maduro venezuelai elnökkel 2021. május 5-én találkozott, akinek egy katanát vitt ajándékba Oroszország képviselőjeként. Maduro nagyon szívélyesen fogadta, még egy lehetséges közös film forgatásáról is beszélt.
2021 májusának végén egy Putyint támogató pártszövetségnek is tagja lett.
A Putyin által indított orosz-ukrán háború kapcsán arról beszélt, hogy „a legtöbbünknek vannak barátai és családtagjai Oroszországban és Ukrajnában. Mindkettőre egy családként tekintek, és valóban úgy gondolom, hogy egy külső erő az, amely hatalmas összegeket költ propagandára, hogy a két országot egymás ellen hangolja, provokálja.” Azért imádkozik, hogy mindkét ország pozitív, békés megoldásra jusson, hogy békében élhessünk. Ettől függetlenül ekkor sem feledkezett meg Putyin dicséretéről, mikor Seagal a 70. születésnapját ünnepelve kijelentette, hogy „az egyik legnagyobb élő politikai vezető, ha nem a legnagyobb!” Egy lebombázott donyecki börtöntábor romjainál is megjelent, amit az oroszok szerint az ukránok bombáztak szét, hogy ott „szakértelmével igazolja” az orosz állításokat. Kijev szerint viszont az oroszok bombázták le a tábort, hogy elfedjék az ott őrzött ukrán hadifoglyok meggyilkolását. A Putyinnal egyidős színész nem sokkal a saját 70. születésnapja után Putyin 70. születésnapján is méltatta az orosz vezetőt.
Egy 2024-ben megjelent Igazság nevében című dokumentumfilmben beszélt arról, hogy kész bevonulni az orosz hadseregbe az Ukrajna elleni háborúban, amennyiben pedig szükséges, meg is halna Putyinért.

## Botrányai
Steven Seagalt sokan Hollywood „notórius hazudozójának” tartják, aki általában saját hírneve fényezésére számtalan történetet talál ki, melyek eddig rendre megcáfolódtak.
Egyik leghíresebb hazugsága, miszerint James Coburn révén megismerkedett Bruce Lee-vel, akivel az erejét is összemérte. Coburn 1984-ben egy dokumentumfilmben elmondta, hogy csak körülbelül három éve találkozott először Seagallel, azaz majdnem egy évtizeddel Lee halála után.
Seagal állította, hogy olasz származású, pontosabban olasz gyökerei is vannak, ezen állítását maga a színész édesanyja cáfolta. Kérkedett továbbá azzal is, hogy a CIA is igénybe vette harcművészeti tudását, s ügynököket képzett ki, mely állítását viszont volt felesége cáfolta meg, mondván soha semmilyen kapcsolata nem volt a CIA-vel.
Seagal az antik kardok szakértőjének vallja magát, akit állítása szerint nagy aukciósházak kérnek fel a fegyverek eredetiségének megvizsgálására. Ezen állítására sincs kézzelfogható bizonyíték és eddig egyetlen aukciósház vagy hasonló szervezet nem támasztotta alá.
A Lawman reality-sorozatban nyújtott szereplését is erőteljesen kihangsúlyozta, sheriff-helyettesnek nevezte magát és állítása szerint rendőröket képzett ki. A rendőri tevékenységben a valóságban csak mint önkéntes vett részt, valódi sheriff-helyettesi státusza soha nem volt, csupán a műsor kedvéért rendeztek egy kinevezési szertartást. A színész hivalkodott továbbá nyomozói tevékenységével és rendőrakadémiai képzettséggel is, azonban a kaliforniai és louisianai hivatali dokumentumok egyáltalán nem támasztják alá ezen állításait.
A filmforgatásokon dolgozó kaszkadőrök nem egy esetben arról számoltak be, hogy Seagal az akciójelenetek során szándékosan és igen nagy erővel ütötte meg őket. John Leguizamo szerint, a Tűzparancs c. film forgatásának próbáin az egyik kaszkadőr kinevette Seagalt, aki dühében megragadta őt és a fejét egy téglafalba verte. Michael Jai White szerint is Seagal a forgatásokon rutinszerűen erősen üti meg a kaszkadőröket.
Seagalt több esetben vádolták már meg nők abúzussal és nemi erőszakkal, amiket a színész főként a forgatásokon követett el. Némelyik áldozat be is perelte őt, de az esetek többsége peren kívüli megegyezéssel ért véget, miután a színész hajlandó volt kártérítést fizetni.
Később kriptovaluta tiltott reklámozása miatt vetett ki rá súlyos bírságot az amerikai Értékpapír- és Tőzsdefelügyelet, miután így több százezer dolláros haszonra tett szert a kriptopénzt kibocsátó gyanús cégtől.
2024-ben azt állította, miután átvette a Barátság érdemrendet Vlagyimir Putyin orosz elnöktől, hogy Ukrajna a szervkereskedelemről a gyermekszex-kereskedelemről és a nácizmusról volt ismert. Ezen kijelentéseit jelenleg semmi sem támasztja alá.

### Steven Seagal ismert molesztálási ügyei
1991-ben, a Törvényre törve forgatásán Raenne Malone, Nicole Selinger és Christine Keeve vádolták Seagalt szexuális zaklatással. Peren kívüli megegyezés keretében Malone és egy másik nő 50 ezer dollárt kapott a hallgatásért. Ugyanebben az időben négy színésznő is állította, hogy esti szereplőválogatások alkalmával Seagal szexuális megjegyzéseket tett feléjük.
1995-ben Cheryl Shuman élt keresettel, mert szerinte Seagal a Lángoló jég forgatása alatt bántalmazta és fenyegette őt. A los angelesi bíróság a keresetet elutasította, mert homályosnak ítélte a vádakat.
2010-ben a 23 éves Kayden Nguyen egymillió dollárra perelte Seagalt szexuális zaklatásért, emberkereskedelemért és egyéb jogellenességért. Nguyen szerint Seagal szexrabszolgákat tart. Seagal a vádakat tagadta, de az időközben futó Lawman sugárzását átmenetileg felfüggesztették. Három hónappal később Nguyen magyarázat nélkül visszavonta keresetét.
2017-ben Portia de Rossi színésznő azt állította, hogy az irodájában arra hivatkozva, mennyire „fontos a kémia” a szereplők között a filmben, letolta előtte a nadrágját. Ugyanebben az évben Katherine Heigl Jimmy Kimmel műsorában nyilatkozta, hogy Seagal a Száguldó erőd forgatása végén olyasmit mondott neki, hogy vele egykorú barátnői vannak (Heigl akkor még 16 éves volt). Kimmelnél ráadásul volt egy fotó, amin látható, amint Seagal kezét Heigl mellére helyezi egy promóciós turnén.
Julianna Margulies 2017-ben azt nyilatkozta a SiriusXM rádiónak, hogy Seagal a Törvényre törve forgatásakor a szállodai szobájába hívta egyik este, ahol erőszakosan próbált közeledni hozzá, de Margulies elmenekült a helyszínről.
2018-ban Rachel Grant színésznő is nyilvánosan megvádolta Seagalt szexuális abúzus elkövetésével, amit A professzor c. film forgatásán tett, s ezt követően kirúgta a stábból a színésznőt. A los angelesi bíróság egy hónappal később eljárást indított ennek és más hasonló ügyeknek a kivizsgálására
2018 januárjában Regina Simons és Faviola Dadis vádolták meg erőszakkal. Simons szerint Seagal a Lángoló jég forgatása idején erőszakolta meg, amikor jóformán kiskorú volt. Dadis pedig azt állította, hogy 17 éves korában a színész fogdosta őt, és különféle szexuális célzásokat tett feléje. Seagal mindezt tagadta, az ügyészség pedig nem emelt ellene vádat elévülésre hivatkozva.

## Filmográfia

### Film

#### Író és producer
| Év   | Magyar cím                            | Eredeti cím                              | Feladatkör | Feladatkör | Feladatkör |
| Év   | Magyar cím                            | Eredeti cím                              | Producer   | Író        | Zene       |
| ---- | ------------------------------------- | ---------------------------------------- | ---------- | ---------- | ---------- |
| 1988 | Nico                                  | Above the Law                            | Igen       | Nem        | Nem        |
| 1990 | Halálra jelölve                       | Marked for Death                         | Igen       | Nem        | Igen       |
| 1991 | Törvényre törve                       | Out for Justice                          | Igen       | Nem        | Igen       |
| 1992 | Úszó erőd                             | Under Siege                              | Igen       | Nem        | Nem        |
| 1994 | Lángoló jég (filmrendező)             | On Deadly Ground                         | Igen       | Nem        | Nem        |
| 1995 | Száguldó erőd                         | Under Siege 2: Dark Territory            | Igen       | Nem        | Igen       |
| 1996 | Tisztítótűz                           | The Glimmer Man                          | Igen       | Nem        | Igen       |
| 1997 | Tűz a mélyben                         | Fire Down Below                          | Igen       | Nem        | Igen       |
| 1998 | A hazafi                              | The Patriot                              | Igen       | Nem        | Nem        |
| 1998 |                                       | Not Even The Trees                       | Igen       | Nem        | Nem        |
| 2000 |                                       | Prince of Central Park                   | Igen       | Nem        | Nem        |
| 2001 |                                       | The Path Beyond Thought (dokumentumfilm) | Vezető     | Nem        | Nem        |
| 2001 | Másodpercekre a haláltól              | Ticker                                   | Nem        | Nem        | Igen       |
| 2002 | Félholt                               | Half Past Dead                           | Igen       | Nem        | Nem        |
| 2003 | Az idegen                             | The Foreigner                            | Igen       | Nem        | Nem        |
| 2003 | A professzor                          | Out for a Kill                           | Igen       | Nem        | Nem        |
| 2003 | A fenevad gyomrában                   | Belly of the Beast                       | Igen       | Nem        | Nem        |
| 2005 | Szemben a Nappal                      | Into the Sun                             | Nem        | Igen       | Igen       |
| 2005 | Halálod napja                         | Today You Die                            | Igen       | Nem        | Nem        |
| 2005 | Sárkány osztag                        | Dragon Squad                             | Igen       | Nem        | Nem        |
| 2005 | Az idegen 2. – Sötét hajnal           | Black Dawn                               | Igen       | Nem        | Nem        |
| 2006 | Az árnyékember                        | Shadow Man                               | Igen       | Igen       | Nem        |
| 2006 | Támadóerő                             | Attack Force                             | Igen       | Igen       | Nem        |
| 2007 | Égszakadás                            | Flight of Fury                           | Nem        | Igen       | Nem        |
| 2007 | Volt egyszer egy igazság              | Urban Justice                            | Igen       | Nem        | Nem        |
| 2008 | Piszkos lappal                        | Pistol Whipped                           | Igen       | Nem        | Nem        |
| 2008 | Könyörtelen csapás                    | Kill Switch                              | Igen       | Igen       | Nem        |
| 2009 | A testőr                              | The Keeper                               | Igen       | Igen       | Nem        |
| 2010 | Született pusztító                    | Born to Raise Hell                       | Igen       | Igen       | Nem        |
| 2013 | Az utolsó vérig                       | Force of Execution                       | Igen       | Nem        | Nem        |
| 2014 | Az igazság védője                     | A Good Man                               | Igen       | Nem        | Nem        |
| 2015 | Az igazság mecénása – feloldozás      | Absolution                               | Igen       | Nem        | Nem        |
| 2016 | Küldetése: Igazságosztó               | Code of Honor                            | Igen       | Nem        | Nem        |
| 2016 | Mesterlövész: Az afganisztáni bevetés | Sniper: Special Ops                      | Igen       | Nem        | Nem        |
| 2016 | Az ázsiai kapcsolat                   | The Asian Connection                     | Igen       | Nem        | Nem        |
| 2016 | A fegyver rossz végén                 | End of a Gun                             | Igen       | Nem        | Nem        |
| 2016 | Élve vagy ölve                        | Contract to Kill                         | Igen       | Nem        | Nem        |
| 2016 | Tökéletes fegyver                     | The Perfect Weapon                       | Igen       | Nem        | Nem        |
| 2017 | Célpont neve: Salazar                 | Cartels                                  | Igen       | Nem        | Nem        |
| 2018 | Elkopott értékek                      | Attrition                                | Igen       | Nem        | Nem        |

#### Színész
| Év   | Magyar cím                            | Eredeti cím                              | Szerep                     | Magyar hang          |
| ---- | ------------------------------------- | ---------------------------------------- | -------------------------- | -------------------- |
| 1988 | Nico                                  | Above the Law                            | Nico Toscani               | Szakácsi Sándor      |
| 1988 | Nico                                  | Above the Law                            | Nico Toscani               | Szabó Sipos Barnabás |
| 1990 | Ölve vagy halva                       | Hard to Kill                             | Mason Storm                | Szakácsi Sándor      |
| 1990 | Halálra jelölve                       | Marked for Death                         | John Hatcher               | Szakácsi Sándor      |
| 1991 | Törvényre törve                       | Out for Justice                          | Gino Felino nyomozó        | Szakácsi Sándor      |
| 1992 | Úszó erőd                             | Under Siege                              | Casey Ryback               | Rosta Sándor         |
| 1994 | Lángoló jég                           | On Deadly Ground                         | Forrest Taft               | Forgács Péter        |
| 1995 | Száguldó erőd                         | Under Siege 2: Dark Territory            | Casey Ryback               | Szakácsi Sándor      |
| 1996 | Tűzparancs                            | Executive Decision                       | Austin Travis alezredes    | Rosta Sándor         |
| 1996 | Tisztítótűz                           | The Glimmer Man                          | Jack Cole hadnagy          | Forgács Péter        |
| 1997 | Tűz a mélyben                         | Fire Down Below                          | Jack Taggart               | Csernák János        |
| 1998 | Egetverő szenzáció                    | My Giant                                 | önmaga (cameo)             | Szakácsi Sándor      |
| 1998 | A hazafi                              | The Patriot                              | Dr. Wesley McClaren        | Szakácsi Sándor      |
| 2001 |                                       | The Path Beyond Thought (dokumentumfilm) | önmaga (narrátor)          |                      |
| 2001 | Sebhelyek                             | Exit Wounds                              | Orin Boyd                  | Szakácsi Sándor      |
| 2001 | Másodpercekre a haláltól              | Ticker                                   | Frank Glass                | Szakácsi Sándor      |
| 2002 | Félholt                               | Half Past Dead                           | Sasha Petrosevitch         | Szakácsi Sándor      |
| 2003 | Az idegen                             | The Foreigner                            | Jonathan Cold              | Szakácsi Sándor      |
| 2003 | A professzor                          | Out for a Kill                           | Robert Burns professzor    | Csankó Zoltán        |
| 2003 | A fenevad gyomrában                   | Belly of the Beast                       | Jake Hopper                | Szakácsi Sándor      |
| 2004 | A megmentő                            | Out of Reach                             | William Lansing            | Csernák János        |
| 2004 | A pusztító ring                       | Clementine                               | Jack Miller                |                      |
| 2005 | Szemben a Nappal                      | Into the Sun                             | Travis Hunter              | Szakácsi Sándor      |
| 2005 | Terror a tenger alatt                 | Submerged                                | Chris Cody                 | Jakab Csaba          |
| 2005 | Halálod napja                         | Today You Die                            | Harlan Banks               | Csernák János        |
| 2005 | Az idegen 2. – Sötét hajnal           | Black Dawn                               | Jonathan Cold              | Szakácsi Sándor      |
| 2006 | Az igazság mecénása                   | Mercenary for Justice                    | John Seeger                | Rosta Sándor         |
| 2006 | Az árnyékember                        | Shadow Man                               | Jack Foster                | Forgács Péter        |
| 2006 | Támadóerő                             | Attack Force                             | Marshall Lawson parancsnok | Forgács Péter        |
| 2007 | Égszakadás                            | Flight of Fury                           | John Sands                 | Csernák János        |
| 2007 | Volt egyszer egy igazság              | Urban Justice                            | Simon Ballister            | Haás Vander Péter    |
| 2008 | Piszkos lappal                        | Pistol Whipped                           | Matt Conlin                | Reviczky Gábor       |
| 2008 | Hantahíradó                           | The Onion Movie                          | Pöcsöklöző (Cock Puncher)  | Törköly Levente      |
| 2008 | Könyörtelen csapás                    | Kill Switch                              | Jacob King                 | Csernák János        |
| 2009 | Szemben a sötétséggel                 | Against the Dark                         | Tao                        | Csernák János        |
| 2009 | Gyilkosságba hajszolva                | Driven to Kill                           | Ruslan Drachev             | Rosta Sándor         |
| 2009 | A testőr                              | The Keeper                               | Roland Sallinger           | Rosta Sándor         |
| 2009 | Halálos ellenfél (Veszélyes ember)    | A Dangerous Man                          | Shane Daniels              | Sörös Sándor         |
| 2010 | Machete                               | Machete                                  | Rogelio Torrez             | Rosta Sándor         |
| 2010 |                                       | Sheep Impact (rövidfilm)                 | Paul Weland                |                      |
| 2010 | Született pusztító                    | Born to Raise Hell                       | Robert "Bobby" Samuels     | Forgács Péter        |
| 2012 | Szigorított őrizet                    | Maximum Conviction                       | Cross                      | Rosta Sándor         |
| 2013 | Az utolsó vérig                       | Force of Execution                       | John Alexander             | Csernák János        |
| 2014 | Az igazság védője                     | A Good Man                               | John Alexander             | Csernák János        |
| 2014 | Az igazság védője                     | A Good Man                               | John Alexander             | Rosta Sándor         |
| 2014 | Gyilkos tét                           | Gutshot Straight                         | Paulie Trunks              | Csernák János        |
| 2015 | Az igazság mecénása – feloldozás      | Absolution                               | John Alexander             | Rosta Sándor         |
| 2016 | Küldetése: Igazságosztó               | Code of Honor                            | Robert Sikes               | Rosta Sándor         |
| 2016 | Mesterlövész: Az afganisztáni bevetés | Sniper: Special Ops                      | Jake Chandler őrmester     | Csernák János        |
| 2016 | Az ázsiai kapcsolat                   | The Asian Connection                     | Gan Sirankiri              | Csernák János        |
| 2016 | A fegyver rossz végén                 | End of a Gun                             | Decker                     | Csernák János        |
| 2016 | Élve vagy ölve                        | Contract to Kill                         | John Harmon                | Rosta Sándor         |
| 2016 | Tökéletes fegyver                     | The Perfect Weapon                       | A Rendező                  | Rosta Sándor         |
| 2017 | Célpont neve: Salazar                 | Cartels                                  | John Harrison              | Rosta Sándor         |
| 2017 | A kínai kapcsolat                     | China Salesman                           | Lauder                     | Rosta Sándor         |
| 2018 | Elkopott értékek                      | Attrition                                | Axe                        | Rosta Sándor         |
| 2019 | A főparancsnok                        | General Commander                        | Jack Alexander             | Rosta Sándor         |
| 2019 | Törvények felett                      | Beyond the Law                           | Augustino ‘Finn’ Adair     | Rosta Sándor         |

### Televízió
| Év        | Magyar cím                      | Eredeti cím           | Feladatkör | Feladatkör | Feladatkör | Feladatkör         | Megjegyzések |
| Év        | Magyar cím                      | Eredeti cím           | Író        | Producer   | Színész    | Szerep             | Megjegyzések |
| --------- | ------------------------------- | --------------------- | ---------- | ---------- | ---------- | ------------------ | ------------ |
| 1991      | Saturday Night Live             | Saturday Night Live   | Nem        | Nem        | Igen       | önmaga (házigazda) | 1 epizód     |
| 2009–2014 | Steven Seagal – Az igazságosztó | Steven Seagal: Lawman | Nem        | Vezető     | Igen       | önmaga             | megalkotó    |
| 2011–2012 | Igazságosztók                   | True Justice          | Igen       | Vezető     | Igen       | Elijah Kane        | megalkotó    |

## Diszkográfia
- 2005 – Songs from the Crystal Cave
- 2006 – Mojo Priest